# Żelazo (przystanek kolejowy)
Żelazo – zlikwidowany przystanek kolejowy w Żelazie w województwie pomorskim, w Polsce. Został zlikwidowany w 1945 roku.